# Hydractinia dubia
Hydractinia dubia är en nässeldjursart som först beskrevs av Mayer 1900.  Hydractinia dubia ingår i släktet Hydractinia och familjen Hydractiniidae. Inga underarter finns listade i Catalogue of Life.